# Otto-Wels-Haus

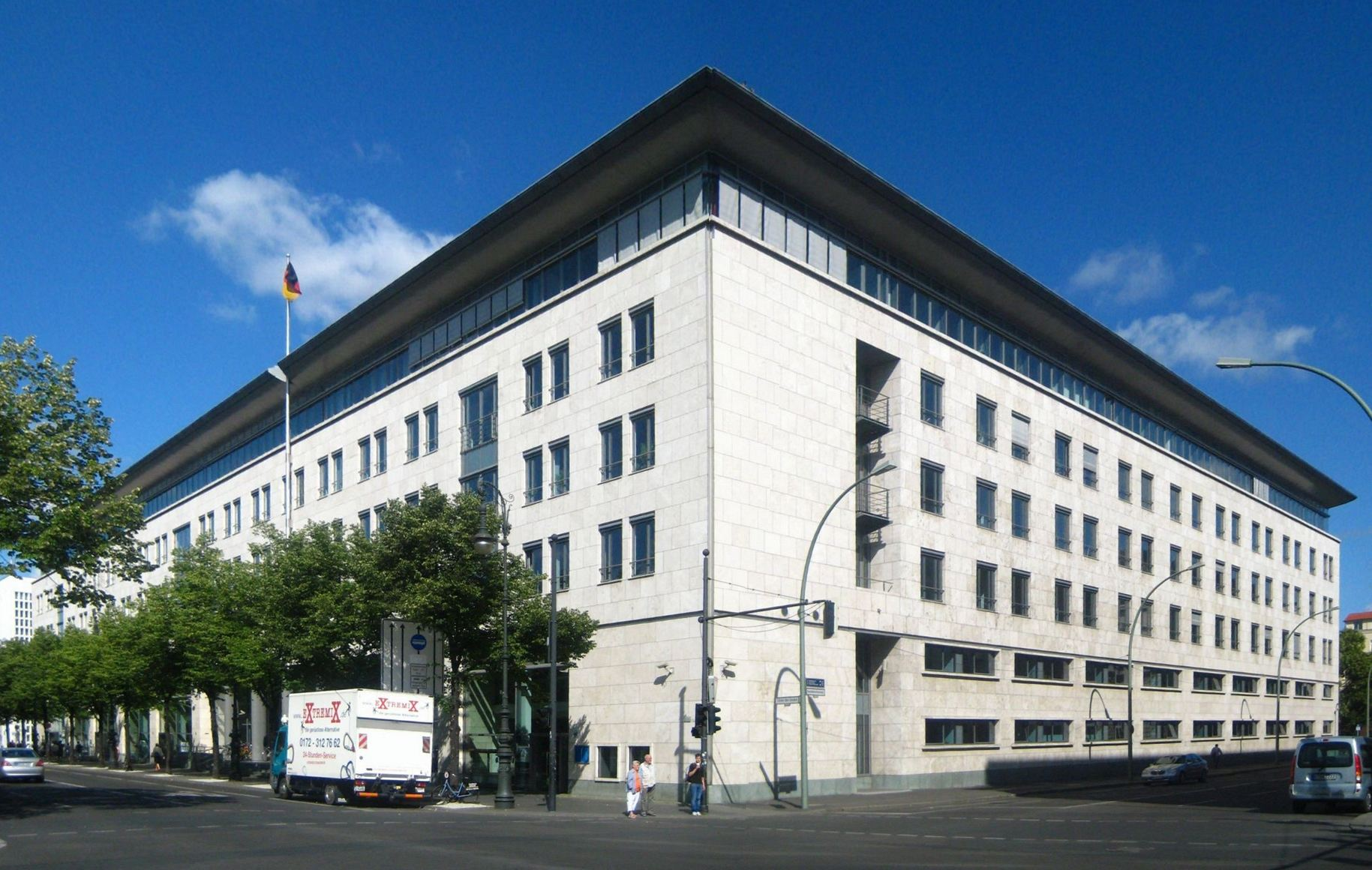
Otto-Wels-Haus, 2009

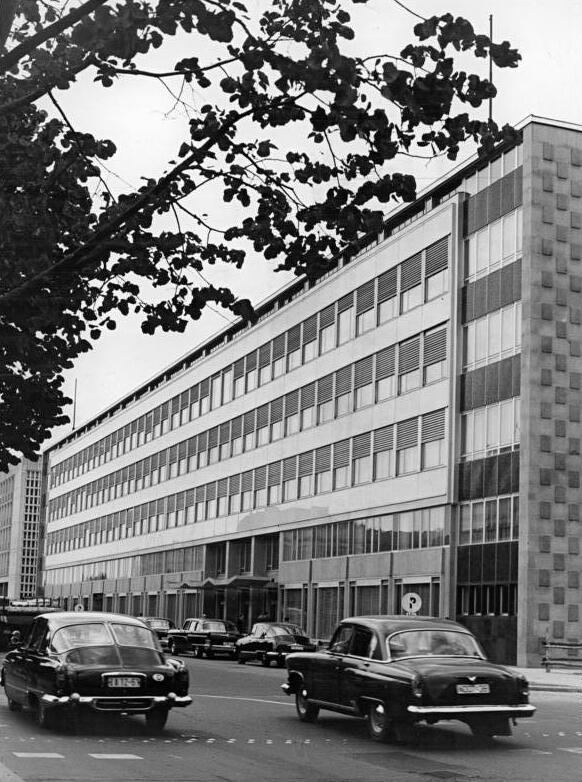
Sitz des Ministeriums für Außenhandel und Innerdeutschen Handel, 1965

Das Otto-Wels-Haus ist ein Bürogebäude des Deutschen Bundestags in Berlin. Es befindet sich am Boulevard Unter den Linden (Nr. 48–56) in der Dorotheenstadt im Ortsteil Mitte. Es ist nach dem Sozialdemokraten Otto Wels (1873–1939) benannt, einem führenden Politiker der Weimarer Republik.

## Geschichte
Das Gebäude wurde nach Entwürfen der Architekten Emil Leibold, Herbert Boos und Hanno Walther 1962 bis 1965 errichtet. Es diente der Regierung der Deutschen Demokratischen Republik als Sitz des Ministerium für Außenhandel und Innerdeutschen Handel (1967–1973: Ministerium für Außenwirtschaft; 1973–1990: Ministerium für Außenhandel). Die Einweihung erfolgte am 26. Juli 1965. Das Haus wies damals acht Gebäudeteile mit 430 Büroräumen, einen großen Saal für 300 Personen, zehn kleinere Sitzungszimmer und verschiedene andere repräsentative Räume auf. Im Innenhof befand sich ein Springbrunnen und eine Plastik von Wieland Förster.
Nach der deutschen Wiedervereinigung besorgten die Architektenbüros Brands, Kolbe und Wernik von 1992 bis 1997 eine Grundsanierung, bei der vom alten Gebäude lediglich die Stahlbeton-Skelettkonstruktion erhalten blieb. Bei der Außengestaltung des um ein Stockwerk erhöhten Gebäudes bediente man sich dezent neoklassizistischer Stilelemente. Im Inneren bietet das Haus nun Platz für Büros von Bundestagsabgeordneten, in den untersten zwei Geschossen öffnet es sich zum Boulevard Unter den Linden mit einer Ladenzeile.
Am 23. März 2017 gab Bundestagspräsident Norbert Lammert bekannt, dass der Ältestenrat beschlossen habe, das bis dahin nach seiner Adresse Unter den Linden 50 bezeichnete Gebäude in „Otto-Wels-Haus“ umzubenennen. Anlass war der Jahrestag der Reichstagsdebatte zum Ermächtigungsgesetz vom 24. März 1933. Otto Wels hatte damals – trotz der bereits einsetzenden Verfolgung und der Anwesenheit von SA-Männern im Saal – für die SPD die Aufgabe übernommen, die Ablehnung des „Gesetzes zur Behebung der Not von Volk und Reich“ zu begründen, u. a. mit den berühmten Worten „Freiheit und Leben kann man uns nehmen, die Ehre nicht.“